# Fünfblättriger Goldfaden
Der Fünfblättrige Goldfaden (Coptis quinquefolia) ist eine Pflanzenart aus der Gattung Coptis in der Familie der Hahnenfußgewächse (Ranunculaceae).

## Merkmale
Der Fünfblättrige Goldfaden ist eine ausdauernde, krautige Pflanze, die Wuchshöhen von 10 bis 25 Zentimeter erreicht. Sie bildet ein Rhizom aus. Die Blätter sind fünfzählig gefingert. Der Blütenstand ist einblütig. Die Blütenhüllblätter sind elliptisch und weiß gefärbt. Die Nektarblätter sind löffelförmig und gelb gefärbt. Ihr Nektarium ist fast endständig.
Die Blütezeit reicht von April bis Mai.
Die Chromosomenzahl beträgt 2n = 16.

## Vorkommen
Die Art kommt in Taiwan sowie in Japan auf den Inseln Honshu und Shikoku vor. Sie wächst in Bergwäldern.

## Nutzung
Selten wird der Fünfblättrige Goldfaden als Zierpflanze für Steingärten, Moorbeete und Alpinhäuser genutzt.

## Belege
- Eckehart J. Jäger, Friedrich Ebel, Peter Hanelt, Gerd K. Müller (Hrsg.): Rothmaler Exkursionsflora von Deutschland. Band 5: Krautige Zier- und Nutzpflanzen. Spektrum Akademischer Verlag, Berlin Heidelberg 2008, ISBN 978-3-8274-0918-8.